# Taureau (astrologie)
Pour les articles homonymes, voir Taureau (homonymie).
 (février 2021).
Améliorez-le ou discutez des points à vérifier. 
Le signe astrologique du Taureau, de symbole ♉︎, est lié aux personnes nées entre le 21 avril et le 20 mai en astrologie tropicale. Il correspond pour celle-ci (la plus populaire en Occident) à un angle compris entre 30 et 60 degrés comptés sur l'écliptique (le cercle des signes du zodiaque) à partir du point vernal. Il est associé à la constellation du même nom en astrologie sidérale.

## Origine, mythologie
Chez les Mésopotamiens, la constellation du Taureau se nomme les Étoiles ou le Taureau du Ciel.
Connue des anciens Égyptiens, c'est l'une des 48 constellations identifiées par Claude Ptolémée dans son Almageste.
Dans la mythologie grecque, le taureau pourrait évoquer :
- le taureau blanc offert par Poséidon à Minos, qui l'épargne au lieu de le sacrifier - son épouse Pasiphaé s'éprendra de l'animal et en concevra le Minotaure) ;
- le taureau dont Zeus[3] prend la forme pour enlever Europe et l'amener en Crète.

Chez les Romains, c'est aussi le signe zodiacal de la déesse Vénus dont, par ailleurs, le nom a servi à baptiser la planète éponyme. Dans l'hindouisme, le taureau est associé au dieu Indra illustrant la force fertilisante. Vrishabha, taureau védique, support et maintien du monde manifesté, correspond au calendrier solaire indien du signe du Taureau. Il est associé à Nandi, le taureau blanc dit le « joyeux », qui est le vâhana (la monture) du dieu Shiva.

## Astrologie
Le Taureau est un signe fixe lié à l’élément classique de terre, principe de sens concret qu'il partage avec la Vierge et le Capricorne.
Sa planète maîtresse est Vénus.
Dans son Tetrabiblos, Claude Ptolémée rejette les décans, dont les maîtres nous sont toutefois connus par Teukros (Ier siècle apr. J.-C.) : le 1er décan du Taureau est gouverné par Mercure, le 2e par la Lune et le 3e par Saturne.
Son signe opposé et complémentaire est le Scorpion.
L'astrologue Gustave Lambert Brahy synthétise le signe du Taureau par trois mots : attraction, prudence, acquisivité.
Le Taureau est le signe le plus stable du zodiaque. Cela signifie que son besoin de sécurité est grand. D'où son attachement aux valeurs traditionnelles, à la famille, à l'argent, etc. Il se montre facilement possessif et jaloux. Le Taureau en tant que signe de terre a besoin de construire une œuvre pérenne pour s'épanouir.

## Illustrations

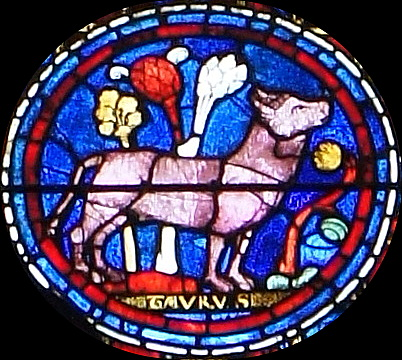
Vitrail sud de la cathédrale de Chartres.
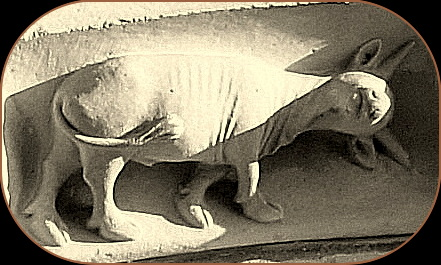
Portail nord de la cathédrale de Chartres.
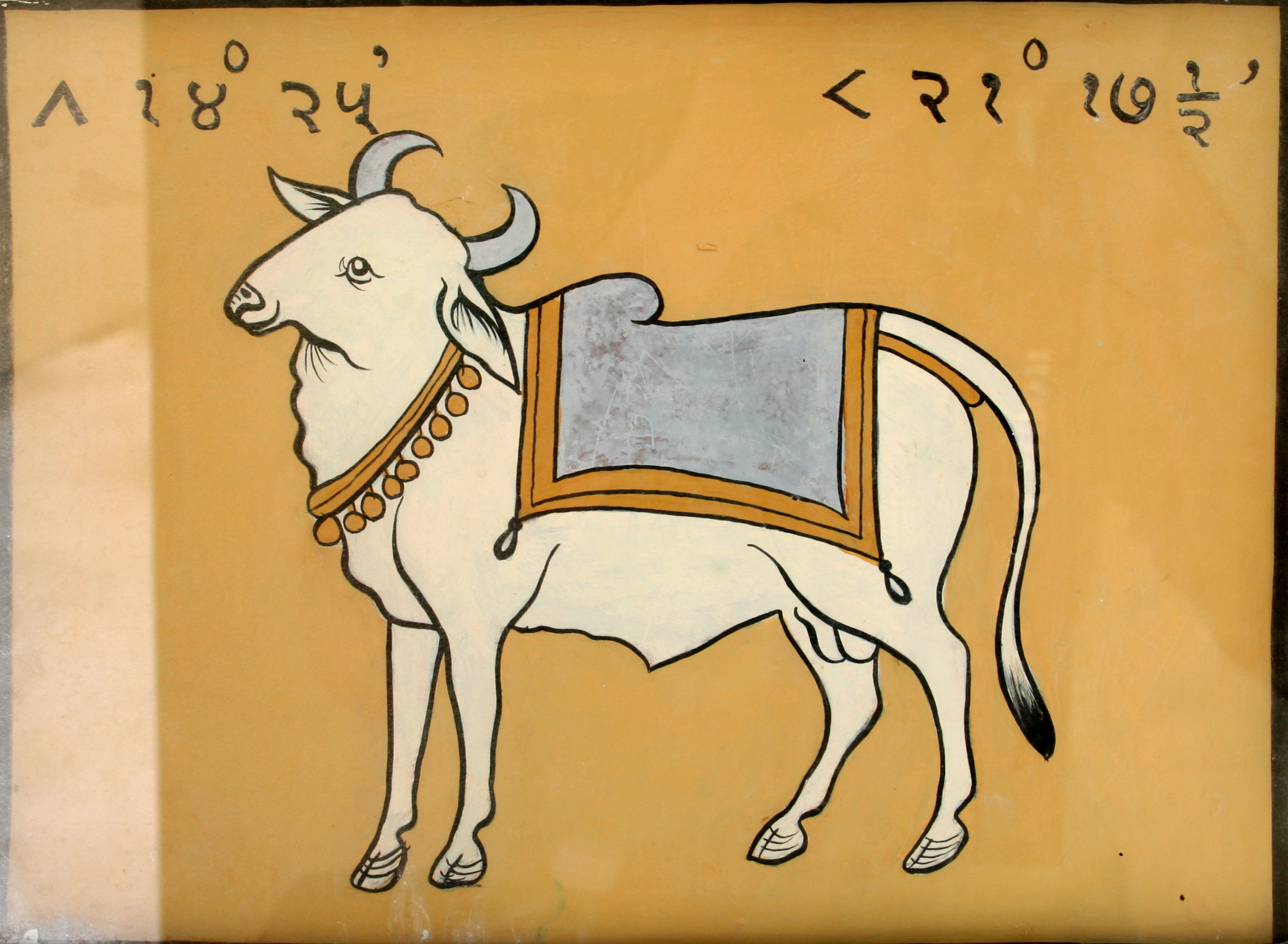
Signe du taureau, Jantar Mantar, Jaipur, Inde, XVIIIe siècle.
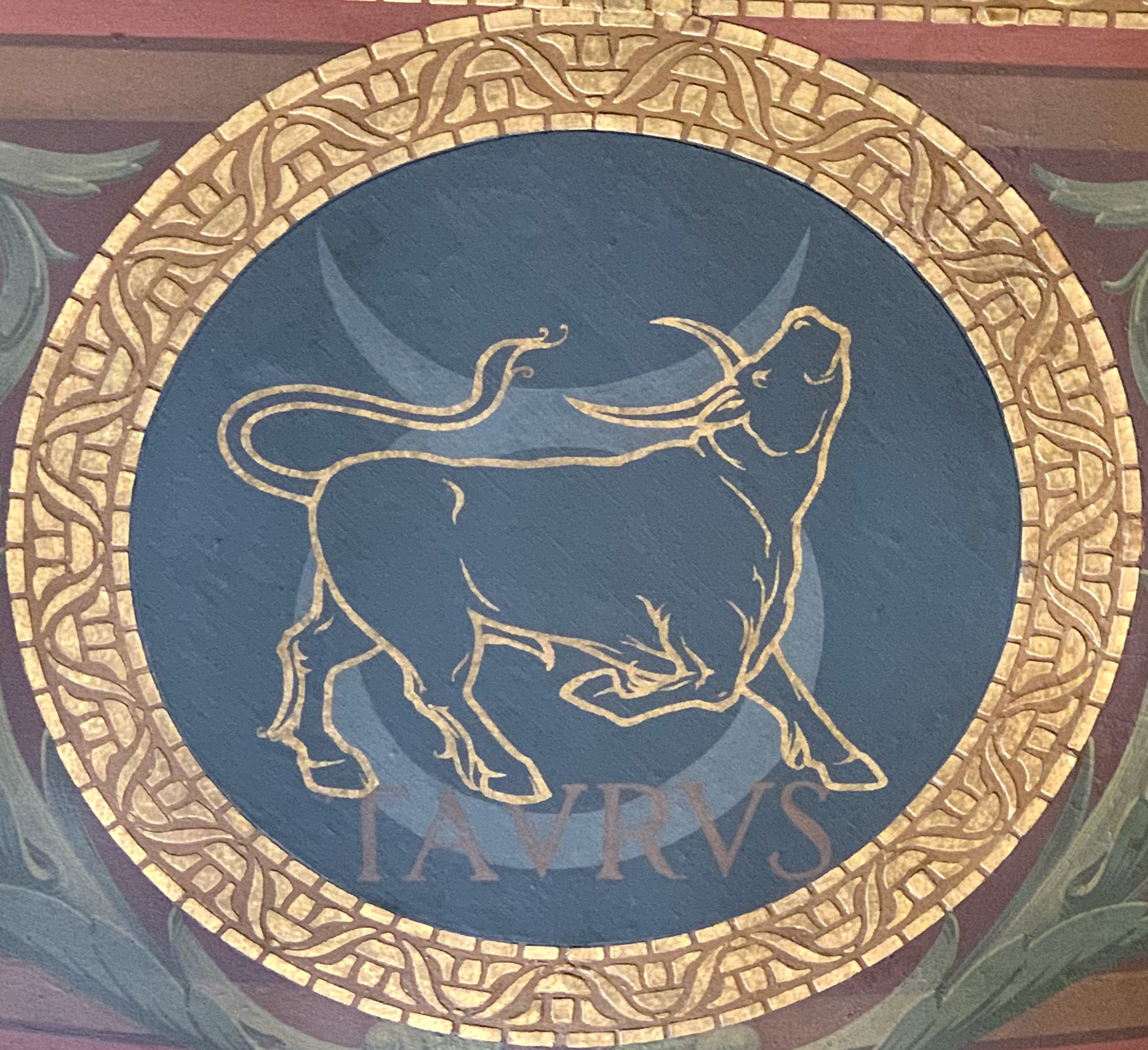